# BU-48
BU-48 je lek koji se koristi u naučnim istraživanjima. On pripada oripavinskoj familiji, i srodan je sa lekovima etorfin i buprenorfin.
Jedinjenje iz kojeg je BU-48 izveden (sa N-metilom umesto metilciklopropila na azotu, i bez alifatične hidroksilne grupe) je moćan μ-opioidni agonist, 1000x potentniji od morfina. U kontrastu s tim BU-48 ima samo slabo analgetsko dejstvo, i primarno deluje kao δ-opioidni agonist. Njegov glavni efekat su konvulzije, mada takođe može da ima antidepresivno dejstvo.

## Spoljašnje veze
|  | Molimo Vas, obratite pažnju na važno upozorenje u vezi sa temama iz oblasti medicine (zdravlja). |